# Liste in Namibia vorhandener Dampflokomotiven
Dies ist eine Liste erhaltener Dampflokomotiven auf dem Gebiet von Namibia.
Der Schienenverkehr in Namibia einschließlich der Eisenbahnstrecken wird seit 1994 von der staatlichen TransNamib betrieben.
Während der deutschen Kolonialzeit waren die Bahnstrecken zuerst in 600-mm-Spurweite errichtet worden. Ab 1907, besonders aber nach der Verwaltung des Landes durch Südafrika, wurde zur Kapspur (1067 mm) gewechselt. Lediglich eine einzige Bahnstrecke, die Walvis Bay Railway, wurde in der Spurweite von 762 mm errichtet.

## Lokomotiven 600 mm Spurweite
| Foto | Nummer/ Name      | Bauart/ Achsfolge | Hersteller                  | Fabriknr. | Baujahr | Historie | Eigentümer/ Betreiber/ Strecke | Standort                                          | Bemerkungen                                                        |
| ---- | ----------------- | ----------------- | --------------------------- | --------- | ------- | --- | ------------------------------ | ------------------------------------------------- | ------------------------------------------------------------------ |
|      | Illing 154A       | 0-6-0T            | Henschel & Sohn             | 5376      | 1903    | ex Deutsche Feldbahnen „154 A“ (Bahnstrecke Swakopmund–Windhoek)                                                             |                                | Windhoek, TransNamib-Museum                       | [ 3 ]                                                              |
|      | OMEG No. 9        | 0-6-2T            | Arnold Jung Lokomotivfabrik | 715       | 1904    | ex Arthur Koppel, Berlin, für Otavibahn, Südwestafrika „10“                                                                  |                                | Tsumeb, Bahnhof Tsumeb                            | [ 5 ]                                                              |
| Foto | OMEG No. 56       | 0-6-2T            | Henschel & Sohn             | 7625      | 1906    | ex Otavi Minen- und Eisenbahn Gesellschaft „56“                                                                              |                                | Arandis, Namibia Institute of Mining & Technology | stand bis Mitte der 2010er Jahre neben der Alten Feste in Windhoek |
|      | SAR (OMEG) No. 40 | 2-8-2             | Henschel & Sohn             | 10720     | 1912    | Otavi Eisenbahn „40“ (Ersatzkessel FNr. 11320) → SAR - South African Railways „40“ → /19xx Denkmal, Bf Usakos [Namibia] „40“ |                                | Usakos, Bahnhof Usakos                            | [ 9 ]                                                              |
|      | SAR (OMEG) No. 41 | 2-8-2             | Henschel & Sohn             | 10721     | 1912    | Otavi Eisenbahn „41“ → SAR - South African Railways „41“ → 1960 Denkmal                                                      |                                | Otjiwarongo, Bahnhof Otjiwarongo                  | [ 11 ]                                                             |

## Lokomotiven Spurweite 762 mm
| Foto | Nummer/ Name                                     | Bauart/ Achsfolge | Hersteller               | Fabriknr. | Baujahr | Historie | Eigentümer/ Betreiber/ Strecke | Standort                       | Bemerkungen |
| ---- | ------------------------------------------------ | ----------------- | ------------------------ | --------- | ------- | -------- | ------------------------------ | ------------------------------ | ----------- |
|      | Walvis Bay Railway HOPE (Railway Engine No. 652) | 1'B'1t            | Kerr, Stuart and Company | 652       | 1899    |          |                                | Walvis Bay, Bahnhof Walvis Bay | [ 12 ]      |

## Lokomotiven Kapspur (1067 mm)
| Foto | Nummer/ Name | Bauart/ Achsfolge | Hersteller                       | Fabriknr. | Baujahr | Historie | Eigentümer/ Betreiber/ Strecke | Standort                           | Bemerkungen |
| ---- | ------------ | ----------------- | -------------------------------- | --------- | ------- | -------- | ------------------------------ | ---------------------------------- | ----------- |
|      | SAR No. 1011 | 4-8-0             | Neilson & Company                | 4930      | 1896    |          |                                | Keetmanshoop, Bahnhof Keetmanshoop | [ 14 ]      |
|      | SAR No. 3611 | 2-8-4             | North British Locomotive Company | 3611      | 1948    |          |                                | Windhoek, TransNamib-Museum        | [ 16 ]      |
|      | SAR No. 3612 | 2-8-4             | North British Locomotive Company | 3612      | 1948    |          |                                | Windhoek, TransNamib-Museum        | [ 17 ]      |